# Caspar Joachim von Pritzelwitz
Caspar Joachim von Pritzelwitz (auch von Pritzelwitz und Machnitz) (geb. 16. Juli 1728 in Bischdorf, Schlesien; gest. 25. September 1812 in Rosenberg) war ein preußischer Landrat.

## Leben

Wappen der Familie Pritzelwitz

Caspar Joachim von Pritzelwitz war Angehöriger des böhmischen Uradelsgeschlechts Pritzelwitz. Er war ein Sohn von Caspar Heinrich von Pritzelwitz (1694–1770), sachsen-weimarischer Rittmeister sowie Erbherr auf Kuchelsdorf und Bischdorf und dessen Ehefrau Eva Barbara, geb. von Frankenberg. Caspar Joachim  begann seine Karriere zunächst in Sachsen-Weimar, wo er bis zum Rang eines Rittmeisters aufstieg. Nach Ende seiner Militärzeit ließ er sich in Schlesien nieder und wurde Mitte des Jahres 1766 Nachfolger von Carl Friedrich von Blacha als Landrat des Kreises Rosenberg O.S. Zu dieser Zeit besaß er einen Anteil am Gut Wüttendorf. Das Amt als Landrat übte er bis 1805 aus, Nachfolger wurde Martin Ludwig von Jordan.

## Persönliches
Caspar Joachim von Pritzelwitz war seit dem 6. November 1766 mit Eva Maria Theresa Freiin von Stechow (* 1746; † 22. April 1822), einer Tochter des Franz Wolfgang von Stechow aus dem Hause Plawniowitz, verheiratet. Aus dieser Ehe ging der Sohn Karl Ludwig Heinrich Gottlob von Pritzelwitz (* 4. Mai 1768 in Wittendorf; † 1. April 1839 Berlin), königlich preußischer Generalmajor, hervor. Er vermählte sich am 20. November 1792 mit Louise Friederike Henriette von Schladen (* 8. Dezember 1773; † 21. April 1859).
Ein Bruder von Caspar Joachim von Pritzelwitz war der preußische Offizier Adolf Heinrich von Pritzelwitz († 1787).